# Саванные дятлы
Саванные дятлы (лат. Dendropicos) — род птиц семейства дятловых. Объединяет 12 видов, распространённых на африканском континенте.

## Общая характеристика
Клюв слегка загнут книзу. Когти очень хорошо развиты, что говорит о преимущественно древесном образе жизни. Окраска оперения имеет много общего с представителями другого исключительно африканского рода — дятлами-кампетерами (Campethera). Как и у кампетеров, у саванных дятлов оперение спины и крыльев у всех видов имеет различные оттенки зелёного: от изумрудного у серогрудого до золотисто-зелёного у золотоспинного, оливкового у желтохохлого и серо-зелёного у малого дятлов. Кроме того, у большинства видов в оперении маховых присутствует жёлтый цвет. Напротив, расцветка нижней стороны тела самая разнообразная: у серогрудого дятла она беловато-серая, у эллиотова лимонно-жёлтая либо охристая, у краснобрюхого пёстрая чёрно-белая с широкой красной полосой посередине, у золотоспинного беловатая с крупными тёмными продольными пестринами и т. д. Половой диморфизм проявляется в отсутствии красного на темени и затылке у самок, в то время как у самцов он присутствует в той или иной степени. У половины видов в той или иной степени развиты «усы», однако во всех случаях они полностью чёрные без каких-либо красных отметин. Белое горло характерно лишь для самки бородатого дятла, во всех остальных случаях этот признак характерен только для самцов.

## Виды
Выделяют 12 видов:
- Dendropicos elachus — Малый саванный дятел
- Dendropicos poecilolaemus — Угандский саванный дятел
- Dendropicos abyssinicus — Золотоспинный саванный дятел
- Dendropicos fuscescens — Кардинальский саванный дятел
- Dendropicos gabonensis — Габонский саванный дятел
- Dendropicos lugubris
- Dendropicos stierlingi — Стирлингов саванный дятел
- Dendropicos elliotii — Эллиотов африканский дятел
- Dendropicos goertae — Серогрудый африканский дятел
- Dendropicos spodocephalus
- Dendropicos griseocephalus — Золотоспинный африканский дятел
- Dendropicos obsoletus